# Fabrice Gaignault
 (mai 2015).
Fabrice Gaignault, né le 29 novembre 1956 à Neuilly-sur-Seine, est un écrivain et journaliste français.
C'est aussi un membre de la famille Gaignault.

## Biographie
Écrivain, Fabrice Gaignault est par ailleurs rédacteur en chef Arts du magazine Transfuge, collaborateur régulier à F Le Figaro, Marie Claire et Lire Le Magazine Littéraire. 
Après avoir publié un recueil de ses rencontres littéraires, La chasse à l’âme, il se fait remarquer en 2006 avec Egéries Sixties, premier volet d’un quatuor consacré aux sixties et seventies, suivi d’Aspen Terminus en 2010, de Vies et mort de Vince Taylor en 2014 et de Bobby Beausoleil et autres anges cruels en 2017.
Il est également l’auteur du Dictionnaire de Littérature à l’usage des snobs, traduit en plusieurs langues et élu l’un des dix meilleurs livres de l’année 2011 en Espagne.
Il a publié un récit de voyage, Éthiopie Itinérances, en collaboration avec la photographe Catherine Henriette.
En 2008, il effectue avec le photographe Michel Monteaux la Marche du Sel, entreprise par Gandhi en 1930 dans le Gujarat. Gandhi Express  est le témoignage de leur long périple.
L’Eau noire, son premier roman paru en 2012, est, selon ses termes, « le récit d’une croisière jet set en Méditerranée qui commence bien et se termine moins bien, avec l’irruption contrariante de Daesh. »
En 2015, il coordonne et préface Chanel par Willy Rizzo, présenté par la critique comme l'un des 5 livres mode indispensables de la rentrée.
A depuis, publié " La vie la plus douce", un roman à forte charge autobiographique sélectionné en finale de plusieurs prix dont le Prix Interallié. Prix de la Petite Maison. 
Auteur en 2022 de "Patrick Procktor, le Secret de David Hockney", une enquête sur un artiste en partie oublié qui débuta en même temps que son meilleur ami Hockney et dont les débuts flamboyants furent le prélude malheureux à une lente descente aux enfers.

## Collaboration
- Chanel par Willy Rizzo, Paris, Minerve, 2015, 190p.   (ISBN 978-2911469473))